# Baía de Tarrafal
Die Baía do Tarrafal (dt. Bucht von Tarrafal) ist eine Bucht des Atlantik an der Nordwestküste der Insel Santiago in Kap Verde. Die Stadt Tarrafal liegt am Südostufer und der Monte Graciosa (643 m) erhebt sich am Nordufer. Der größte Teil des Ufers ist felsig, in der Nähe der Stadt gibt es jedoch auch einen Streifen Sand. Die Landzunge Ponta Preta bildet die nordwestliche Begrenzung der Bucht. Dort befindet sich der Leuchtturm Farol da Ponta Preta.

## Fauna
Bemerkenswerte Lebewesen in der Bucht sind Entenmuscheln der Art Pollicipes caboverdensis und die Koralle Balanopsammia wirtzi, die einzige Art ihrer Gattung. Besondere Fischarten sind der Cape Verde basslet (Kapverde-Barsch, Liopropoma emanueli) und die zweibändrige Meerbrasse (two-banded seabream, Diplodus prayensis).